# Erik Lykke Sørensen
Erik Lykke Sørensen (født 22. januar 1940) er en dansk tidligere landsholdsmålmand i fodbold.

## Karriere
Han blev født i Odense, og han fik senere sit gennembrud i den lokale klub B1913 i den danske amatør-klubturnering, hvor ingen (semi)professionelle måtte deltage. Han fik sin debut for det danske fodboldlandshold i juni 1963 og spillede fem af Danmarks syv kampe i den succesfulde kvalifikation til European Nations' Cup 1964. Før turneringen skrev Sørensen under på en professsionel kontrakt, og han måtte derfor ikke deltage ved turneringen.
Han skrev under med den skotske klub Greenock Morton. Mortons cheftræner Hal Stewart havde oprindeligt i tankerne at hente en anden dansk keeper, men blev i stedet tilrådet at hente Sørensen.  Fra 1963 til 1967 spillede Sørensen 102 ligakampe for Morton.
I 1967 blev han solgt for £25.000 til de skotske rivaler Rangers. Herfor spillede han 30 kampe, før han returnerede til Morton i 1970. Da Dansk Boldspil-Union ophævede forbuddet mod at anvende professionelle spillere kom Sørensen atter i aktion i maj 1971, hvilket var otte år efter sin debut. Han spillede yderligere fem kampe for landsholdet, herunder en 1-0-sejr over Skotland, før han stoppede sin landsholdskarriere i juni 1971. Han forlod Morton i 1973 efter i alt 173 ligakampe for klubben.
I midterne af 1970'erne var han i en kortere periode cheftræner for Morton. Han spillede ydermere for den danske amatørklub Svendborg fB i slutningen af 1970'erne.